# Marco Giovannetti
Pour les articles homonymes, voir Giovannetti.
Marco Giovannetti (né le 4 avril 1962 à Milan, en Lombardie) est un coureur cycliste italien, professionnel de 1985 à 1994.

## Biographie
En 1984, Marco Giovannetti devient champion olympique du 100 km contre-la-montre sur route par équipes aux Jeux olympiques de Los Angeles. Au cours de sa carrière professionnelle, il remporte huit victoires, dont le Tour d'Espagne 1990 et un titre de champion d'Italie sur route en 1992. 
En 1986, Marco Giovannetti termine premier du classement du meilleur jeune au Tour d'Italie. En 1991, il est le quatorzième coureur à terminer les trois grands tours durant la même année,,.

## Palmarès

### Palmarès amateur
- 1982
  - Giro del Casentino
  - Gran Premio Industria del Cuoio e delle Pelli
- 1983
  - Coppa Mobilio Ponsacco (contre-la-montre)
- 1984
  -  Champion olympique du contre-la-montre par équipes[n 1]
  - Giro del Casentino
  - Gran Premio Ezio Del Rosso
  - 2e de la Coppa 29 Martiri di Figline di Prato

### Palmarès professionnel
- 1986
  -  Classement du meilleur jeune du Tour d'Italie
  - 2e du Grand Prix de l'industrie et de l'artisanat de Larciano
  - 3e de la Coppa Sabatini
  - 8e du Tour d'Italie
- 1987
  - 6e étape du Tour de Suisse
  - 3e et 4e épreuves du Trofeo dello Scalatore
  - 2e du Trofeo dello Scalatore
  - 4e du Tour de Suisse
  - 6e du Tour d'Italie
- 1988
  - 6e du Tour d'Italie
- 1989
  - 3e de la Clásica a los Puertos
  - 8e du Tour d'Italie
- 1990
  -  Classement général du  Tour d'Espagne
  - 3e du Tour d'Italie
- 1991
  - 8e du Tour d'Italie
- 1992
  -  Champion d´Italie sur route
  - 17e étape du Tour d'Italie
  - 2eb étape du Tour d'Espagne (contre-la-montre par équipes)
  - 4e du Tour d'Espagne
  - 4e du Tour d'Italie
- 1993
  - 2e de la Coppa Agostoni
  - 3e du Trophée Matteotti
  - 5e de la Classique de Saint-Sébastien
- 1994
  - 4e du Tour de Romandie

### Résultats sur les grands tours

#### Tour de France
3 participations
- 1986 : abandon (12e étape)
- 1990 : abandon (5e étape)
- 1991 : 30e

#### Tour d'Italie
10 participations
- 1985 : 14e
- 1986 : 8e,  vainqueur du classement du meilleur jeune
- 1987 : 6e
- 1988 : 6e
- 1989 : 8e
- 1990 : 3e
- 1991 : 8e
- 1992 : 4e, vainqueur de la 17e étape
- 1993 : 28e
- 1994 : abandon (16e étape)

#### Tour d'Espagne
5 participations
- 1989 : 26e
- 1990 :  Vainqueur final,  maillot or pendant 12 jours
- 1991 : 18e
- 1992 : 4e, vainqueur de la 2eb étape (contre-la-montre par équipes)
- 1993 : non-partant (17e étape)